# Università Feng Chia
L'Università Feng Chia (Feng Chia University, FCU) è un'università di ricerca privata di Taiwan, con sede a Taichung . Prende il nome da Chiu Feng-Chia, uno dei leader della resistenza militare contro l' invasione giapponese di Taiwan nel 1895.
La Feng Chia University ha una partnership con la Purdue University, la RMIT University, l'Università di Saragozza e la San Jose State University .

## Storia
Nel 1961, il Feng Chia College of Engineering and Business fu fondato sul monte Guanyin nel distretto di Beitun della città di Taichung. Due anni dopo, è stato spostato nella sede attuale nel distretto di Xitun, nel centro di Taiwan. La scuola ottenne lo status di università nel 1980 e il suo nome cambiò in Università Feng Chia (FCU).
Nel 2008, nel campus della FCU è stato istituito il Centro di ricerca APEC per la tecnologia avanzata del bioidrogeno . Nel 2009, l'Open Geospatial Consortium (OGC) ha designato il Geographic Information Systems Research Center come il primo centro asiatico di test degli standard, nonché uno dei 20 principali membri ufficiali.

## Presente
L'università conta 20.000 circa studenti (graduate e undergraduate) ogni anno nei suoi nove college di ingegneria, economia, scienze, costruzione e sviluppo, ingegneria dell'informazione ed elettrica, finanza, scienze umane e sociali, scuola di gestione e sviluppo, scuola di tecnologia e management. Ci sono 33 dipartimenti accademici, quattro istituti di laurea indipendenti e tre programmi di dottorato indipendenti.
In totale la FCU offre 57 corsi di laurea, 76 master e 14 dottorati. Dal 2008, i sondaggi condotti tra i dirigenti delle mille principali imprese di Taiwan hanno costantemente classificato FCU tra le prime 10 per la qualità dei suoi laureati.
FCU è la terza università di Taiwan a completare e ricevere marchi di eccellenza su cinque progetti di trasferimento tecnologico del National Science Council . Nel marzo 2017, Apple ha recentemente istituito il primo Apple Regional Training Center di Taiwan presso la FCU, rendendo la FCU l'unica università di Taiwan autorizzata a condurre corsi di formazione certificati Apple. In futuro, tutti gli istruttori del programma di sviluppo degli insegnanti dell'app Apple verranno formati presso FCU.